# Лука Цветићанин
Лука Цветићанин (Зрењанин, 11. фебруара 2003) српски је фудбалер који тренутно наступа за Колубару.

## Каријера
Лука Цветићанин је фудбал почео да тренира у родном Зрењанину, где је био члан локалног Петлића. Одатле је касније прешао у београдски Партизан, где се задржао до изласка из пионирске селекције. У августу 2018, Цветићанин је потписао свој први професионални уговор са клубом, а одмах након тога уступљен је филијали Телеоптику на период од годину дана. Почетком наредне године, услед вишемесечних заосталих прихода од стране Партизана, Цветићанин је тужио клуб и одлуком Арбитражне комисије добио раскид уговора на штету клуба и исти напустио као слободан играч. Заједно са агентом Игором Глушчевићем, свој нови ангажман договорио је са екипом Вождовца. Неколико дана по објави потврде те одлуке у званичном документу Фудбалског савеза Србије, Цветићанин је званично представљен у свом новом клубу. У јуну 2019. године одазвао се првој прозивци сениорског састава Вождовца код тренера Радомира Коковића. Цветићанин је са екипом прошао комплетан припремни период у Словенији, а затим је лиценциран за такмичење у Суперлиги Србије. Након неколико утакмица на којима је био у протоколу, Цветићанин је свој дебитантски наступ забележио у 6. колу тог такмичења, за сезону 2019/20, ушавши у игру уместо Стефана Пуртића у 71. минуту сусрета са екипом лучанске Младости. На тај начин постао је први фудбалер рођен у Србији и Црној Гори, који је наступио у српском шампионату. Неколико дана по свом дебитантском наступу, Цветићанин је потписао трогодишњи уговор са Вождовцем. Цветићанин се по први пут нашао у стартној постави свог тима на утакмици 8. кола Суперлиге Србије, против екипе Чукаричког. Он је тада одиграо првих 45 минута, док га је на полувремену заменио Александар Станисављевић.
Током боравка у Вождовцу, на тренингу му је измерена брзина од 35,2 km/h у пуном спринту. У клубу је остао до лета 2021. када је остварио инострани трансфер у Кадиз с којим је потписао петогодишњи уговор. Остао је две године и углавном играо за резервни састав. Након тога је потписао за Колубару.

## Репрезентација
У јуну 2018, пионирска репрезентација Србије одиграла је двомеч с вршњацима из Мађарске. Цветићанин је био стрелац на обе утакмице. Током августа исте године, селекција у узрасту до 16 година старости наступила је на турниру „Звездaни пут“ у Москви. Ту је погодио на првој утакмици, против Израела, као и на затварању турнира против екипе домаћина. Затим је у новембру добио позив Милана Куљића у годину дана старију генерацију, за двомеч кадетске репрезентације с Румунијом. Касније је био у саставу млађе и старије омладинске репрезентације. Горан Стевановић га је позвао у младу репрезентацију за утакмице у јуну 2022.

## Статистика

### Клупска
Ажурирано 12. октобра 2023.
|                          |          |                      |    |   |   |   |   |   |   |   |    |   |  |  |
| Вождовац                 | 2018/19. | Суперлига Србије     | 0  | 0 | — | — | — | — | — | — | 0  | 0 |  |  |
| Вождовац                 | 2019/20. | Суперлига Србије     | 13 | 0 | 1 | 0 | — | — | — | — | 14 | 0 |  |  |
| Вождовац                 | 2020/21. | Суперлига Србије     | 29 | 1 | 3 | 0 | — | — | — | — | 32 | 1 |  |  |
| Вождовац                 | 2021/22. | Суперлига Србије     | 1  | 0 | — | — | — | — | — | — | 1  | 0 |  |  |
| Вождовац                 | Укупно   | Укупно               | 43 | 1 | 4 | 0 | — | — | — | — | 47 | 1 |  |  |
|                          |          |                      |    |   |   |   |   |   |   |   |    |   |  |  |
| Сан Фернандо (позајмица) | 2021/22. | Трећа лига Шпаније   | 9  | 2 | 1 | 0 | — | — | — | — | 10 | 2 |  |  |
|                          |          |                      |    |   |   |   |   |   |   |   |    |   |  |  |
| Кадиз II                 | 2021/22. | Четврта лига Шпаније | 16 | 1 | — | — | — | — | — | — | 16 | 1 |  |  |
| Кадиз II                 | 2022/23. | Четврта лига Шпаније | 17 | 0 | — | — | — | — | — | — | 17 | 0 |  |  |
| Кадиз II                 | Укупно   | Укупно               | 33 | 1 | — | — | — | — | — | — | 33 | 1 |  |  |
|                          |          |                      |    |   |   |   |   |   |   |   |    |   |  |  |
| Колубара                 | 2023/24. | Прва лига Србије     | 9  | 1 | 0 | 0 | — | — | — | — | 9  | 1 |  |  |
|                          |          |                      |    |   |   |   |   |   |   |   |    |   |  |  |
| Каријера                 | Каријера | Каријера             | 94 | 5 | 5 | 0 | — | — | — | — | 99 | 5 |  |  |
|                          |          |                      |    |   |   |   |   |   |   |   |    |   |  |  |

### Утакмице у дресу репрезентације
| Репрезентација Србије у узрасту до 15 година старости | Репрезентација Србије у узрасту до 15 година старости | Репрезентација Србије у узрасту до 15 година старости | Репрезентација Србије у узрасту до 15 година старости | Репрезентација Србије у узрасту до 15 година старости | Репрезентација Србије у узрасту до 15 година старости | Репрезентација Србије у узрасту до 15 година старости | Репрезентација Србије у узрасту до 15 година старости | Репрезентација Србије у узрасту до 15 година старости | Репрезентација Србије у узрасту до 15 година старости |
| #                                                     | Датум                                                 | Такмичење                                             | Локација                                              | Домаћин                                               | Резултат                                              | Гост                                                  | Гол                                                   | Реф.                                                  |                                                       |
| ----------------------------------------------------- | ----------------------------------------------------- | ----------------------------------------------------- | ----------------------------------------------------- | ----------------------------------------------------- | ----------------------------------------------------- | ----------------------------------------------------- | ----------------------------------------------------- | ----------------------------------------------------- | ----------------------------------------------------- |
| 1.                                                    | 6. јун 2018.                                          | Пријатељска утакмица                                  | Стадион у Морахалому, Мађарска                        | Мађарска                                              | 2 : 3                                                 | Србија                                                | Гол                                                   | [ 20 ]                                                |                                                       |
| 2.                                                    | 7. јун 2018.                                          | Пријатељска утакмица                                  | Стадион крај Сомборске капије, Суботица               | Србија                                                | 1 : 0                                                 | Мађарска                                              | Гол                                                   | [ 21 ]                                                |                                                       |
| 2                                                     | Укупан број утакмица и постигнутих погодака           | Укупан број утакмица и постигнутих погодака           | Укупан број утакмица и постигнутих погодака           | Укупан број утакмица и постигнутих погодака           | Укупан број утакмица и постигнутих погодака           | Укупан број утакмица и постигнутих погодака           | Укупан број утакмица и постигнутих погодака           | 2                                                     |                                                       |

| Репрезентација Србије у узрасту до 16 година старости | Репрезентација Србије у узрасту до 16 година старости | Репрезентација Србије у узрасту до 16 година старости | Репрезентација Србије у узрасту до 16 година старости | Репрезентација Србије у узрасту до 16 година старости | Репрезентација Србије у узрасту до 16 година старости | Репрезентација Србије у узрасту до 16 година старости | Репрезентација Србије у узрасту до 16 година старости | Репрезентација Србије у узрасту до 16 година старости | Репрезентација Србије у узрасту до 16 година старости |
| #                                                     | Датум                                                 | Такмичење                                             | Локација                                              | Домаћин                                               | Резултат                                              | Гост                                                  | Гол                                                   | Реф.                                                  |                                                       |
| ----------------------------------------------------- | ----------------------------------------------------- | ----------------------------------------------------- | ----------------------------------------------------- | ----------------------------------------------------- | ----------------------------------------------------- | ----------------------------------------------------- | ----------------------------------------------------- | ----------------------------------------------------- | ----------------------------------------------------- |
| 1.                                                    | 22. август 2018.                                      | Турнир Звездани пут                                   | Арена Чертаново, Русија                               | Србија                                                | 6 : 2                                                 | Израел                                                | Гол                                                   | [ 23 ]                                                |                                                       |
| 2.                                                    | 24. август 2018.                                      | Турнир Звездани пут                                   | Арена Чертаново, Русија                               | Бугарска                                              | 1 : 1                                                 | Србија                                                |                                                       | [ 35 ]                                                |                                                       |
| 3.                                                    | 28. август 2018.                                      | Турнир Звездани пут                                   | Арена Чертаново, Русија                               | Србија                                                | 1 : 0                                                 | Русија                                                | Гол                                                   | [ 24 ]                                                |                                                       |
| 4.                                                    | 6. новембар 2018.                                     | Пријатељска утакмица                                  | Кућа фудбала, Стара Пазова                            | Србија                                                | 3 : 2                                                 | Грузија                                               |                                                       | [ 36 ]                                                |                                                       |
| 5.                                                    | 8. новембар 2018.                                     | Пријатељска утакмица                                  | Кућа фудбала, Стара Пазова                            | Србија                                                | 2 : 1                                                 | Грузија                                               |                                                       | [ 37 ]                                                |                                                       |
| 6.                                                    | 16. април 2019.                                       | Развојни турнир УЕФА                                  | Кућа фудбала, Стара Пазова                            | Србија                                                | 3 : 1                                                 | Словачка                                              |                                                       | [ 38 ]                                                |                                                       |
| 7.                                                    | 18. април 2019.                                       | Развојни турнир УЕФА                                  | Кућа фудбала, Стара Пазова                            | Србија                                                | 1 : 1                                                 | Шпанија                                               |                                                       | [ 39 ]                                                |                                                       |
| 8.                                                    | 20. април 2019.                                       | Развојни турнир УЕФА                                  | Кућа фудбала, Стара Пазова                            | Еквадор                                               | 1 : 5                                                 | Србија                                                |                                                       | [ 40 ]                                                |                                                       |
| 9.                                                    | 21. мај 2019.                                         | Меморијални турнир „Миљан Миљанић”                    | Кућа фудбала, Стара Пазова                            | Србија                                                | 3 : 0                                                 | Северна Македонија                                    |                                                       | [ 41 ]                                                |                                                       |
| 10.                                                   | 23. мај 2019.                                         | Меморијални турнир „Миљан Миљанић”                    | Стадион ФК Синђелић, Београд                          | Србија                                                | 4 : 1                                                 | Црна Гора                                             |                                                       | [ 42 ]                                                |                                                       |
| 10                                                    | Укупан број утакмица и постигнутих погодака           | Укупан број утакмица и постигнутих погодака           | Укупан број утакмица и постигнутих погодака           | Укупан број утакмица и постигнутих погодака           | Укупан број утакмица и постигнутих погодака           | Укупан број утакмица и постигнутих погодака           | Укупан број утакмица и постигнутих погодака           | 2                                                     |                                                       |

| Репрезентација Србије у узрасту до 17 година старости | Репрезентација Србије у узрасту до 17 година старости | Репрезентација Србије у узрасту до 17 година старости | Репрезентација Србије у узрасту до 17 година старости | Репрезентација Србије у узрасту до 17 година старости | Репрезентација Србије у узрасту до 17 година старости | Репрезентација Србије у узрасту до 17 година старости | Репрезентација Србије у узрасту до 17 година старости | Репрезентација Србије у узрасту до 17 година старости | Репрезентација Србије у узрасту до 17 година старости |
| #                                                     | Датум                                                 | Такмичење                                             | Локација                                              | Домаћин                                               | Резултат                                              | Гост                                                  | Гол                                                   | Реф.                                                  |                                                       |
| ----------------------------------------------------- | ----------------------------------------------------- | ----------------------------------------------------- | ----------------------------------------------------- | ----------------------------------------------------- | ----------------------------------------------------- | ----------------------------------------------------- | ----------------------------------------------------- | ----------------------------------------------------- | ----------------------------------------------------- |
| 1.                                                    | 27. новембар 2018.                                    | Пријатељска утакмица                                  | Крајова, Румунија                                     | Румунија                                              | 0 : 1                                                 | Србија                                                |                                                       | [ 43 ]                                                |                                                       |
| 2.                                                    | 29. новембар 2018.                                    | Пријатељска утакмица                                  | Крајова, Румунија                                     | Румунија                                              | 1 : 2                                                 | Србија                                                |                                                       | [ 44 ]                                                |                                                       |
| 3.                                                    | 5. март 2019.                                         | Пријатељска утакмица                                  | Кућа фудбала, Стара Пазова                            | Србија                                                | 3 : 0                                                 | Босна и Херцеговина                                   |                                                       | [ 45 ]                                                |                                                       |
| 4.                                                    | 7. март 2019.                                         | Пријатељска утакмица                                  | Кућа фудбала, Стара Пазова                            | Србија                                                | 2 : 2                                                 | Босна и Херцеговина                                   |                                                       | [ 46 ]                                                |                                                       |
| 5.                                                    | 26. март 2019.                                        | Квалификације за европско првенство                   | Кућа фудбала, Стара Пазова                            | Словачка                                              | 1 : 3                                                 | Србија                                                |                                                       | [ 47 ]                                                |                                                       |
| 6.                                                    | 29. март 2019.                                        | Квалификације за европско првенство                   | Кућа фудбала, Стара Пазова                            | Француска                                             | 1 : 0                                                 | Србија                                                |                                                       | [ 48 ]                                                |                                                       |
| 7.                                                    | 1. април 2019.                                        | Квалификације за европско првенство                   | Кућа фудбала, Стара Пазова                            | Србија                                                | 1 : 2                                                 | Шведска                                               |                                                       | [ 49 ]                                                |                                                       |
| 8.                                                    | 20. август 2019.                                      | Пријатељска утакмица                                  | Кућа фудбала, Стара Пазова                            | Србија                                                | 2 : 0                                                 | Уједињени Арапски Емирати                             |                                                       | [ 50 ]                                                |                                                       |
| 9.                                                    | 24. октобар 2019.                                     | Квалификације за Европско првенство                   | Стадион Динама, Минск                                 | Србија                                                | 1 : 2                                                 | Летонија                                              |                                                       | [ 51 ]                                                |                                                       |
| 10.                                                   | 27. октобар 2019.                                     | Квалификације за Европско првенство                   | Стадион Трактора, Минск                               | Србија                                                | 2 : 1                                                 | Белорусија                                            |                                                       | [ 52 ]                                                |                                                       |
| 11.                                                   | 30. октобар 2019.                                     | Квалификације за Европско првенство                   | Стадион Динама, Минск                                 | Мађарска                                              | 1 : 2                                                 | Србија                                                |                                                       | [ 53 ]                                                |                                                       |
| 12.                                                   | 11. март 2020.                                        | Пријатељска утакмица                                  | Стадион Тржни центар, Вождовац                        | Србија                                                | 2 : 2                                                 | Хрватска                                              |                                                       | [ 54 ]                                                |                                                       |
| 12                                                    | Укупан број утакмица и постигнутих погодака           | Укупан број утакмица и постигнутих погодака           | Укупан број утакмица и постигнутих погодака           | Укупан број утакмица и постигнутих погодака           | Укупан број утакмица и постигнутих погодака           | Укупан број утакмица и постигнутих погодака           | Укупан број утакмица и постигнутих погодака           | 0                                                     |                                                       |

| Репрезентација Србије у узрасту до 18 година старости | Репрезентација Србије у узрасту до 18 година старости | Репрезентација Србије у узрасту до 18 година старости | Репрезентација Србије у узрасту до 18 година старости | Репрезентација Србије у узрасту до 18 година старости | Репрезентација Србије у узрасту до 18 година старости | Репрезентација Србије у узрасту до 18 година старости | Репрезентација Србије у узрасту до 18 година старости | Репрезентација Србије у узрасту до 18 година старости | Репрезентација Србије у узрасту до 18 година старости |
| #                                                     | Датум                                                 | Такмичење                                             | Локација                                              | Домаћин                                               | Резултат                                              | Гост                                                  | Гол                                                   | Реф.                                                  |                                                       |
| ----------------------------------------------------- | ----------------------------------------------------- | ----------------------------------------------------- | ----------------------------------------------------- | ----------------------------------------------------- | ----------------------------------------------------- | ----------------------------------------------------- | ----------------------------------------------------- | ----------------------------------------------------- | ----------------------------------------------------- |
| 1.                                                    | 7. септембар 2019.                                    | Пријатељска утакмица                                  | Стадион Франческа Ђани                                | Италија                                               | 2 : 0                                                 | Србија                                                |                                                       | [ 55 ]                                                |                                                       |
| 2.                                                    | 9. септембар 2019.                                    | Пријатељска утакмица                                  | Стадион Три фонтане, Рим                              | Италија                                               | 0 : 0                                                 | Србија                                                |                                                       | [ 56 ]                                                |                                                       |
| 3.                                                    | 26. новембар 2019.                                    | Пријатељска утакмица                                  | СЦ ФС Северне Македоније                              | Северна Македонија                                    | 0 : 1                                                 | Србија                                                |                                                       | [ 57 ]                                                |                                                       |
| 4.                                                    | 28. новембар 2019.                                    | Пријатељска утакмица                                  | СЦ ФС Северне Македоније                              | Северна Македонија                                    | 1 : 5                                                 | Србија                                                |                                                       | [ 58 ]                                                |                                                       |
| 5.                                                    | 8. децембар 2019.                                     | "Зимски турнир" у Израелу                             | Стадион у Шефајиму                                    | Израел                                                | 0 : 2                                                 | Србија                                                |                                                       | [ 59 ]                                                |                                                       |
| 6.                                                    | 10. децембар 2019.                                    | "Зимски турнир" у Израелу                             | Стадион у Шефајиму                                    | Србија                                                | 2 : 1                                                 | Немачка                                               |                                                       | [ 60 ]                                                |                                                       |
| 6                                                     | Укупан број утакмица и постигнутих погодака           | Укупан број утакмица и постигнутих погодака           | Укупан број утакмица и постигнутих погодака           | Укупан број утакмица и постигнутих погодака           | Укупан број утакмица и постигнутих погодака           | Укупан број утакмица и постигнутих погодака           | 0                                                     |                                                       |                                                       |

| Репрезентација Србије у узрасту до 19 година старости | Репрезентација Србије у узрасту до 19 година старости | Репрезентација Србије у узрасту до 19 година старости | Репрезентација Србије у узрасту до 19 година старости | Репрезентација Србије у узрасту до 19 година старости | Репрезентација Србије у узрасту до 19 година старости | Репрезентација Србије у узрасту до 19 година старости | Репрезентација Србије у узрасту до 19 година старости | Репрезентација Србије у узрасту до 19 година старости | Репрезентација Србије у узрасту до 19 година старости |
| #                                                     | Датум                                                 | Такмичење                                             | Локација                                              | Домаћин                                               | Резултат                                              | Гост                                                  | Гол                                                   | Реф.                                                  |                                                       |
| ----------------------------------------------------- | ----------------------------------------------------- | ----------------------------------------------------- | ----------------------------------------------------- | ----------------------------------------------------- | ----------------------------------------------------- | ----------------------------------------------------- | ----------------------------------------------------- | ----------------------------------------------------- | ----------------------------------------------------- |
| 1.                                                    | 25. фебруар 2021.                                     | Пријатељска утакмица                                  | Кућа фудбала, Стара Пазова                            | Србија                                                | 2 : 1                                                 | Босна и Херцеговина                                   |                                                       | [ 61 ]                                                |                                                       |
| 2.                                                    | 5. јун 2021.                                          | Пријатељска утакмица                                  | Кућа фудбала, Стара Пазова                            | Србија                                                | 1 : 0                                                 | Румунија                                              |                                                       | [ 62 ]                                                |                                                       |
| 3.                                                    | 7. јун 2021.                                          | Пријатељска утакмица                                  | Кућа фудбала, Стара Пазова                            | Србија                                                | 1 : 0                                                 | Румунија                                              |                                                       | [ 63 ]                                                |                                                       |
| 3                                                     | Укупан број утакмица и постигнутих погодака           | Укупан број утакмица и постигнутих погодака           | Укупан број утакмица и постигнутих погодака           | Укупан број утакмица и постигнутих погодака           | Укупан број утакмица и постигнутих погодака           | Укупан број утакмица и постигнутих погодака           | 0                                                     |                                                       |                                                       |